# Lehigh (Kansas)
Lehigh – miasto w Stanach Zjednoczonych, w stanie Kansas, w hrabstwie Marion.